# Іванов Лев Іванович
Лев Іванович Іванов (рос. Лев Иванович Иванов, 1834—1901) — російський майстер балету. Іванова називали одним з головних реформаторів балету.
У 1997 році, майже через сто років після смерті «майстра балету», була створена перша монографія «Життя і балети Лева Іванова». Також було опубліковано балетний танець «Лебедине озеро» видавництвом Оксфордського університету. Автором книги став американець Роланд Джон Вайлі.